# Ackergras
Als Ackergräser werden Gräser bezeichnet, die für die Nutzung als Viehfutter oder Energiepflanze auf landwirtschaftlichen Ackerflächen kultiviert werden. Im Gegensatz zur landwirtschaftlichen Nutzung von Gras auf Dauergrünland werden Ackergräser im Rahmen einer ackerbaulichen Fruchtfolge (Feldfutterbau) ausgesät und nach ein- bis dreijähriger Nutzungsdauer umgebrochen. 
| Material                            | Biogasertrag in m3 pro Tonne Frischmasse | Methan- gehalt |
| ----------------------------------- | ---------------------------------------- | -------------- |
| Maissilage                          | 202                                      | 52 %           |
| Grassilage                          | 172                                      | 54 %           |
| Roggen-GPS                          | 163                                      | 52 %           |
| Zuckerrüben- Pressschnitzel siliert | 125                                      | 52 %           |
| Futterrübe                          | 111                                      | 51 %           |
| Bioabfall                           | 100                                      | 61 %           |
| Hühnermist                          | 80                                       | 60 %           |
| Schweinemist                        | 60                                       | 60 %           |
| Rindermist                          | 45                                       | 60 %           |
| Getreideschlempe                    | 40                                       | 61 %           |
| Schweinegülle                       | 28                                       | 65 %           |
| Rindergülle                         | 25                                       | 60 %           |

Neben der Reinkultur einzelner Grassorten und -arten wie beispielsweise Welsches Weidelgras werden Sorten- und Artenmischungen angebaut, auch in Kombination mit Klee, Luzerne und weiteren Leguminosen. Ziel des Anbaus ist eine möglichst hohe Biomasseproduktion. Die Ernte erfolgt mehrmals jährlich mit dem Kreiselmäher und dem Feldhäcksler und wird meist als Silage konserviert. Bei Ackergräsern, die als Viehfutter genutzt werden, ist zudem eine hohe Verdaulichkeit für Wiederkäuer (Netto-Energie-Laktation) ein wesentliches Kriterium.
In der Fruchtfolge trägt Ackergras zum Humusaufbau und  – vor allem bei mehrjähriger Kultur – zur Unterdrückung von Unkräutern bei. In Artenmischungen mit Leguminosen (sogenanntes „Kleegras“) dient der Anbau von Ackergras zur biologischen Anreicherung des Ackerbodens mit Stickstoff. Im ökologischen Landbau hat dies zentrale Bedeutung für die Nährstoffversorgung in der Fruchtfolge und ersetzt in dieser Anbauweise unter anderem die sonst übliche Silomaisfütterung von Rindern ganz oder teilweise.
Als Energieträger ist Ackergras vor allem für die Nutzung in Biogasanlagen als Grassilage interessant. Hier werden Energiegehalte von durchschnittlich etwa sechs MJ NEL pro kg Trockenmasse angesetzt.  